# 魁玉
魁玉（1804年—1884年），字時若，富察氏，荆州驻防滿洲鑲紅旗人，清朝武官。

## 生平
以二品荫生投身行伍。道光十年（1830年）起，历驍騎校、防禦、佐領、涼州協領、涼州副都統、荊州右翼副都統(署)、江寧副都統。咸丰八年（1858年），在江寧副都統任上，署京口副都統、江寧將軍。咸丰十一年（1861年），幫辦鎮江軍務。同治三年（1864年），获“巴圖隆阿巴圖魯”号。
同治三年（1964年），任京口副都統、雲騎尉，在京口副都統任上署江寧將軍，后正式任命为江寧將軍。同治九年（1870年），兩江總督馬新貽遇刺身亡。江寧將軍魁玉暂署兩江總督，兼署通商事務大臣。同治十年（1871年）至光绪三年（1877年），任成都將軍。光绪三年（1877年），告老还乡。光绪十年（1884年），魁玉逝世。谥果肃。
光绪十八年（1892年），在鎮江府城建立專祠。